# Ronnie Coleman

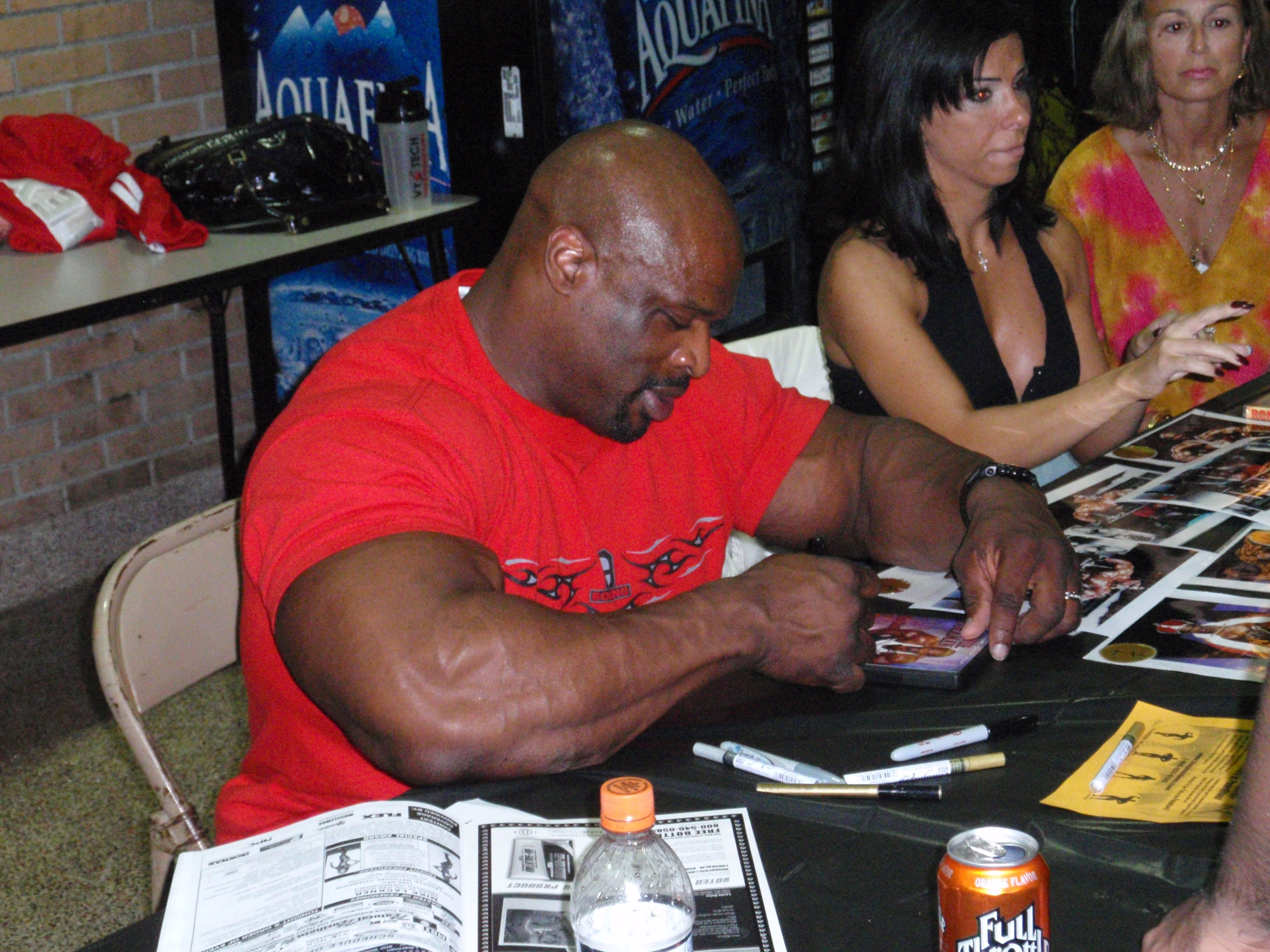
Ronnie Coleman, 2008

Ronnie Dean „Big Ron” Coleman (ur. 13 maja 1964 w Monroe) – amerykański kulturysta, z zawodu policjant, zdobywca tytułu Mr. Olympia osiem razy z rzędu (1998-2005). Jeden z najlepszych kulturystów wszech czasów.

## Życiorys

### Wczesne lata
Urodził się w Monroe w stanie Luizjana. Wychowywany był przez matkę wraz z młodszym bratem i dwiema młodszymi siostrami w Bastrop, gdzie w 1982 ukończył Bastrop High School. W 1984 roku z wyróżnieniem cum laude ukończył Grambling State University (GSU) i otrzymał tytuł Bachelor of Science na kierunku rachunkowość. Po ukończeniu studiów, podjął pracę policjanta w Arlington w Teksasie, gdzie służył jako oficer w latach 1989-2000 i oficer rezerwy aż do roku 2003.

### Kariera
W 1989 za namową swojego kolegi Gustavo Arlotty, także oficera policji w Arlington w Teksasie, rozpoczął treningi w siłowni MetroflexGym, którego właścicielem był kulturysta amator Brian Dobson. W kwietniu 1990 roku uhonorowano go tytułem mistrza Teksasu dla najlepszego w wadze ciężkiej i klasyfikacji ogólnej w NPC Texas Championships. W zawodach NPC Nationals (1990), które są przepustką do zawodowstwa, zajął trzecie miejsce w wadze ciężkiej, a rok później zawodach NPC Nationals (1991) miał czwarte miejsce. W 1991 zaliczył test antydopingowy i wyjechał do Polski, gdzie w Katowicach zdobył mistrzostwo świata amatorów federacji IFBB (World AmateurChampionships) w kategorii ciężkiej, dzięki czemu otrzymał IFBB pro card (licencję zawodowca). 10 października 1998 w Nowym Jorku wziął udział w profesjonalnym konkursie kulturystycznym i zdobył pierwszy w swojej karierze tytuł Mr. Olympia. Następnie w kolejnych latach 1999-2005 nie miał sobie równych i jako zawodnik imponujący ogromną masą mięśniową wywalczył kolejne siedem tytułów Mr. Olympia.
Wspierał fundację Inner City Games, założoną przez Arnolda Schwarzeneggera w 1991 roku. Pojawił się w jednym z odcinków serialu CBS Zabójcze umysły (Criminal Minds, 2016).

### Życie prywatne
Stał się pobożnym chrześcijaninem. 28 grudnia 2007 w Bejrucie poślubił Rouaidę Christine Achkar, z którą ma dwie córki Valencię Daniel i Jamilleah. Jednak doszło do rozwodu. 11 kwietnia 2016 ożenił się z trenerką personalną Susan Williamson, z którą ma córki - Ashiyę, Sametrię i J'Me.
W grudniu 2011 roku przeszedł operację kręgosłupa. Była pierwszą z ośmiu operacji które przeszedł. 2 razy wymieniano też mu stawy biodrowe. 

## Wymiary
| wzrost | waga       | waga poza sezonem | obwód klatki piersiowej | obwód ramienia |
| ------ | ---------- | ----------------- | ----------------------- | -------------- |
| 180 cm | 130–136 kg | 143–145 kg        | 150 cm                  | 59 cm          |

## Tytuły
- 1990 Mr. Texas (w wadze ciężkiej i klasyfikacji ogólnej)
- 1991 World Amateur Championships (w wadze ciężkiej)
- 1995 Pro Cup Kanady
- 1996 Pro Cup Kanady
- 1997 Grand Prix Rosji
- 1998 Toronto Invitational
- 1998 Mr. Olympia
- 1998 Grand Prix Finlandii
- 1998 - 1. miejsce podczas Nocy Championów
- 1999 Mr. Olympia
- 1999 World Pro Championships
- 1999 Grand Prix Anglii
- 2000 Mr. Brody Langley
- 2000 Grand Prix Anglii
- 2000 World Pro Championships
- 2000 Mr. Olympia
- 2001 Arnold Classic
- 2001 Mr. Olympia
- 2001 Grand Prix Nowej Zelandii
- 2002 Mr. Olympia
- 2002 Grand Prix Holandii
- 2003 Mr. Olympia
- 2003 Grand Prix Rosji
- 2004 Mr. Olympia
- 2004 Grand Prix Anglii
- 2004 Grand Prix Holandii
- 2004 Grand Prix Rosji
- 2005 Mr. Olympia
- 2006 Grand Prix Austrii – IFBB, 2. miejsce
- 2006 Grand Prix Holandii – IFBB, 2. miejsce
- 2006 Grand Prix Rumunii – IFBB, 2. miejsce
- 2006 Mr. Olympia – IFBB, 2. miejsce
- 2007 Mr. Olympia – IFBB, 4. miejsce

## Filmy treningowe
- Ronnie Coleman: The First Training Video (1998)
- Ronnie Coleman: The Unbelievable (2000)
- Ronnie Coleman: The Cost of Redemption (2003)
- Ronnie Coleman: Relentless (2006)
- Ronnie Coleman: Invincible (2008)
- Ronnie Coleman: The Last Training Video (2009)
- Ronnie Coleman: The King (2018)